# Marie Dault
 (décembre 2013).
Si vous disposez d'ouvrages ou d'articles de référence ou si vous connaissez des sites web de qualité traitant du thème abordé ici, merci de compléter l'article en donnant les références utiles à sa vérifiabilité et en les liant à la section « Notes et références ».
Marie Dault est une réalisatrice et productrice française de films documentaires.

## Biographie
Dans les années 1990, Marie Dault étudie conjointement la littérature et le cinéma. Puis elle fait de la vidéo pour des mises en scène de théâtre, avant de se tourner vers le cinéma documentaire au début des années 2000.

## Filmographie
- 2005 : Voilà[2], documentaire, 20 minutes.
- 2011 : Porque Somos Soberanos (Parce que nous sommes souverains)[3],[4], documentaire, 60 minutes.
- 2011 : Le fil, co-réalisation avec Dimitri Messu documentaire, 3 minutes.
- 2020 : Chronique de la terre volée, documentaire, 90 minutes.

## Récompenses
2011 : Mention spéciale pour Porque Somos Soberanos, festival Traces de vies.
2011 : 2ème prix du Concours international Mob | SmartCity 2011, pour Le fil.
2020 : Prix Institut Français / Louis Marcorelles au Cinéma du Réel, Meilleur film de la sélection française pour Chronique de la terre volée.
2020 : Mention spéciale pour Chronique de la terre volée Buenos Aires International Film Festival, Argentine. 